# József Sákovics
József Sákovics   (Budapest, 26 de juliol de 1927 - Budapest, 2 de gener de 2009) fou un tirador d'esgrima hongarès, especialista en floret i espasa, que va competir durant les dècades de 1950 i 1960. Es casà amb la també tiradora d'esgrima Lídia Dömölky-Sákovics.
El 1952 va prendre part en els Jocs Olímpics d'Estiu de Hèlsinki, on va disputar tres proves del programa d'esgrima. Guanyà la medalla de bronze en la competició de floret per equips, mentre en la d'espasa individual i espasa per equips quedà eliminat en semifinals. Quatre anys més tard, als Jocs de Melbourne, tornà a disputar tres proves del programa d'esgrima. Guanyà la medalla de plata en la prova d'espasa per equips i la de bronze en la de floret per equips, mentre en la d'espasa individual quedà eliminat en semifinals. En acabar els Jocs de Melbourne va desertar mentre feia una gira pels Estats Units. Amb tot el 1957 tornà a Hongria i el 1960, a Roma, disputà els seus tercers, i darrers Jocs Olímpics, on fou quart en les tres proves que disputà.
En el seu palmarès també destaquen cinc medalles al Campionat del Món d'esgrima, dues d'or, una de plata i dues de bronze, entre les edicions de 1953 i 1962.